# Portage (Wisconsin)
Portage is een plaats (city) in de Amerikaanse staat Wisconsin, en valt bestuurlijk gezien onder Columbia County.

## Demografie
Bij de volkstelling in 2000 werd het aantal inwoners vastgesteld op 9728. In 2006 is het aantal inwoners door het United States Census Bureau geschat op 9782, een stijging van 54 (0,6%).

## Geografie
Volgens het United States Census Bureau beslaat de plaats een oppervlakte van 23,4 km², waarvan 21,5 km² land en 1,9 km² water. Portage ligt op ongeveer 242 m boven zeeniveau.

## Plaatsen in de nabije omgeving
De onderstaande figuur toont nabijgelegen plaatsen in een straal van 24 km rond Portage.